# Тахир Кадриу
Тахир Кадриу (на албански: Tahir Kadriu; на македонска литературна норма: Тахир Кадриу) е икономист и политик от Социалистическа република Македония.

## Биография
Роден е на 24 юни 1938 година в град Тетово. Завършва икономическия факултет. В различни периоди е председател на Околийския комитет на Съюза на младежта, член на Околийския комитет на МКП и подпредседател на Събранието на Община Тетово. Член е на ЦК на МКП. Бил е народен представител в събранието на СРМ и СФРЮ. От 1978 до 1982 е член и републикански секретар по икономическите въпроси с чужбина в Изпълнителния съвет на СРМ, а от 1982 до 1986 е със статут на член.